# Trouble in Shangri-La
Trouble in Shangri-La é o sexto álbum de estúdio da cantora Stevie Nicks, lançado em 1 de maio de 2001.

## Faixas
1. "Trouble in Shangri-La" — 4:50
2. "Candlebright" — 4:41
3. "Sorcerer" — 4:55
4. "Planets of the Universe" — 4:46
5. "Every Day" — 3:36
6. "Too Far from Texas" (dueto com Natalie Maines) — 3:48
7. "That Made Me Stronger" — 4:19
8. "It's Only Love" — 3:31
9. "Love Changes" — 4:23
10. "I Miss You" — 4:15
11. "Bombay Sapphires" — 4:05
12. "Fall from Grace" — 4:31
13. "Love Is" — 4:30

## Desempenho nas paradas musicais
Álbum
| Parada musical (2001)                | Posição |
| ------------------------------------ | ------- |
| Estados Unidos - Billboard 200       | 5       |
| Estados Unidos - Top Internet Albums | 1       |

Singles
| Ano  | Single                    | Parada musical                     | Posição |
| ---- | ------------------------- | ---------------------------------- | ------- |
| 2001 | "Every Day"               | Adult contemporary                 | 17      |
| 2001 | "Every Day"               | Adult Pop Songs                    | 39      |
| 2001 | "Planets of the Universe" | Dance Music/Club Play Singles      | 1       |
| 2001 | "Planets of the Universe" | Hot Dance Music/Maxi-Singles Sales | 5       |